# Rzeżyca (rzeka)
Rzeżyca (łot. Rēzekne) – rzeka we wschodniej Łotwie w okręgu rzeżyckim w Łatgalii. Wypływa z jeziora Raźno (łot. Rāznas ezers, współrzędne geograficzne 56°19′42″N 27°30′22″E/56,328333 27,506111) na wysokości 163,3 m n.p.m., ujście do jeziora Łubań (łot. Lubāns, współrzędne 56°46′33″N 26°56′19″E/56,775833 26,938611) na wys. 92,1 m n.p.m. Powierzchnia dorzecza 2025,7 km², całkowita długość 116 km.
Największe miasto położone nad Rzeżycą ma polską nazwę również Rzeżyca (łot. Rēzekne).